# الیسون مک‌آتی
الیسون مک‌آتی (انگلیسی: Allison McAtee؛ زادهٔ ۲۴ سپتامبر ۱۹۸۵) هنرپیشه، مدل اهل ایالات متحده آمریکا است.
از فیلم‌ها یا برنامه‌های تلویزیونی که وی در آن نقش داشته‌است می‌توان به ان‌سی‌آی‌اس، کسل، و بلومینگتون اشاره کرد.